# ブロニスワフ・ドゥフ
ボレスワフ・ブロニスワフ・ドゥフ（Bolesław Bronisław Duch、1896年 - 1980年）は、ポーランドの軍人。
ドイツ軍のポーランド侵攻時、第39予備師団を指揮。
ポーランド降伏後、フランスに亡命し、亡命ポーランド人から編成された第1ポーランド擲弾師団を指揮し、マジノ線に展開した。1940年のフランス戦役時、ドイツ軍と交戦し、6月17日から18日のラガルデの戦いで重傷を負った。6月21日、K.シコルスキの命令で師団を解散し、小グループに分かれてイギリスに撤退した。
1942年から1943年、第1歩兵旅団長。1943年から1946年、第3ポーランド歩兵師団を指揮。イタリア戦線に従軍。